# 月亮公園 (康尼島)
月亮公園（英語：Luna Park）是美國紐約市布魯克林區科尼島的一個遊樂園。 月亮公園位於衝浪大道以北、西八街以西、海王星大道以南，十二街以東。月亮公園於1903年開業，至1944年停業。
月亮公園的一部分在北美第一個封閉的永久性遊樂園——海獅公園的遺址上建成。 海獅公園在1895年至1902年期間運營，是科尼島最初建造的三大的標誌性公園中的第二個。三大標誌性公園中另外兩個是障礙公園（1897年建成，由George C. Tilyou建造）和夢幻世界（1904年，由William H. Reynolds建造）。1944年，一場火災摧毀了月亮公園，從此公園不再開放，兩年後被拆除。2010年，月亮公園原址附近有名為月亮公園的遊樂園開設，它與1903年的公園沒有任何關係。